# 케베데 발차
케베데 발차(암하라어: ከበደ ባልቻ, 1951년 9월 7일 ~ 2018년 7월 10일)는 에티오피아의 육상 선수로 주 종목은 마라톤이다. 1983년 세계 선수권 대회에서 은메달을 획득했다.

## 생애
1983년 헬싱키에서 열린 세계 육상 선수권 대회 마라톤에서 2시간 10분 27초의 기록으로 1980년 올림픽 우승자인 발데마르 치르핀스키를 꺾었으며, 로버트 데 카스텔라의 뒤를 이어 은메달을 획득했다.

## 참조
- (영어) 케베데 발차 - 국제 육상 경기 연맹
- (영어) 케베데 발차 - Sports Reference.com